# Гојко Ујдуровић
Гојко Ујдуровић (Градац, код Плоча, 13. мај 1918 – Грдијевићи, код Фоче, 8. мај 1943) био је учесник Народноослободилачке борбе и народни херој Југославије.

## Биографија
Рођен је 13. маја 1918. у Градцу код Плоча, у сиромашној сељачкој породици. Основну школу завршио је у родном месту 1932. године. После тога је радио као надничар и минер на изградњи туристичког пута кроз Макарско приморје. Члан Савеза комунистичке омладине Југославије постао је 1938. године, након чега је учествовао у свим акцијама организације до Априлског рата 1941. године.
После окупације Југославије и оснивања НДХ, придружио се припремама за дизање оружаног устанка и повукао се у илегалност. Убрзо се, с групом илегалаца из свог места, пребацио на Биоково. Тамо је формиран устанички партизански вод, а Ујдуровић постављен за његовог десетара. У исто је време постао члан Комунистичке партије Југославије (КПЈ).
Када су 22. јануара 1942. године, жандари заробили шесторицу илегалаца у Миљачићима, Гојкова десетина је сутрадан упала у место и убила злогласног усташу Јозу Медара. Овај напад означио је почетак устанка у Макарском приморју. Истог дана, устаници су упали у Финансијску станицу у Градцу и запленили једанаест пушака и већу количину муниције.
Половином марта 1942, формирана је Прва биоковска (јужнодалматинска) чета, у којој је Гојко постављен за заменика командира. Два дана после формирања, чета је напала Сташевицу код Вргорца и заробила дванаест усташа и жандара. половином априла, Гојко се с групом партизана пребацио чамцем на Пељешац, где су разоружали Финансијску станицу у Драчама и извршили напад на непријатељске посаде у Црквицама и Јањини. Почетком маја, чета је потопила два глибодера на ушћу Неретве и демолисала лучка постројења у Плочама.
Почетком јуна 1942, Ујдуровић је, као делегат партизана с Биокова, био упућен на војно-политичко саветовање за Далмацију, одржано на Динари. После саветовања, био је постављен за оперативног официра партизанског батаљона „Јосип Јурчевић“ и учествовао у борби за заузимање Вргорца 15. јуна. У време италијанске офанзиве против биоковских партизана, допринео је да се батаљон пробије из непријатељског обруча и повуче са Биокова у Босну. Током формирања Прве далматинске ударне бригаде код Ливна 6. септембра, његов батаљон ушао је у састав бригаде. После тога је убрзо постао заменик команданта Трећег батаљона. Учествовао је у борбама за Дувно и у заузимању Јајца 25/26. новембра.
Током Четврте непријатељске офанзиве, учествовао је у борбама за Прозор, на Неретви, на Прењу и код Невесиња. Током битке на Сутјесци, његов батаљон водио је тешке борбе код Шавника и у кањонима Комарнице, Пиве и Таре. Пошто је Прва далматинска бригада била опкољена у долини Пиве и Таре, добила је наређење да се пребаци преко Таре и пробије у правцу Санџака. Пошто су мостови били порушени, Гојко се добровољно јавио да преплива реку и пребаци конопце. Кад је препливао пола реке, брза вода га је савладала и утопила. То је било 8. јуна 1943. код Узлупа, сужења на реци у доњем делу кањона Таре, у близини села Грдијевићи, код Фоче.
Указом Президијума Народне скупштине ФНР Југославије 14. децембра 1949. проглашен је за народног хероја.